# Österreichische Handballmeisterschaft (Männer) 2024/25
Die 64. Saison der Österreichischen Handballmeisterschaft beginnt im September 2024. Der amtierende Meister der Saison 2023/24 ist die HC Linz AG.

## Handball Liga Austria
In der höchsten Spielklasse, der Handball Liga Austria, sind zwölf Teams vertreten. Die Meisterschaft wird in mehrere Phasen gegliedert. In der Hauptrunde spielen alle Teams eine einfache Hin- und Rückrunde gegen jeden Gegner. Danach wird die Liga in zwei Gruppen geteilt.
Die ersten acht Teams spielen dann direkt das Viertelfinale, in dem sie sich für das Halbfinale und darüber für das Ligafinale qualifizieren können. Die restlichen vier Mannschaften spielen  ein Play-off um den Klassenerhalt.

## Hauptrunde
| Pl.                                                  | Verein                         | Sp. | S  | U | N  | Tore      | Diff. | Punkte |
| ---------------------------------------------------- | ------------------------------ | --- | -- | - | -- | --------- | ----- | ------ |
| 1.                                                   | Alpla HC Hard                  | 22  | 17 | 3 | 2  | 0727:6380 | +89   | 37     |
| 2.                                                   | UHK Krems                      | 22  | 14 | 2 | 6  | 0686:6320 | +54   | 30     |
| 3.                                                   | BT Füchse                      | 22  | 13 | 2 | 7  | 0683:6810 | +2    | 28     |
| 4.                                                   | Handballclub Fivers Margareten | 22  | 9  | 8 | 5  | 0693:6420 | +51   | 26     |
| 5.                                                   | Handball Tirol                 | 22  | 12 | 0 | 10 | 0703:6640 | +39   | 24     |
| 6.                                                   | HC Linz AG (M)                 | 22  | 10 | 3 | 9  | 0647:6380 | +9    | 23     |
| 7.                                                   | Bregenz Handball               | 22  | 9  | 5 | 8  | 0670:6820 | −12   | 23     |
| 8.                                                   | Jags Vöslau                    | 22  | 9  | 5 | 8  | 0612:6050 | +7    | 23     |
| 9.                                                   | HSG Graz                       | 22  | 8  | 2 | 12 | 0629:6620 | −33   | 18     |
| 10.                                                  | SC Ferlach                     | 22  | 7  | 3 | 12 | 0632:6700 | −38   | 17     |
| 11.                                                  | HSG Bärnbach/Köflach           | 22  | 3  | 2 | 17 | 0558:6710 | −113  | 8      |
| 12.                                                  | Handball West Wien (A)         | 22  | 3  | 1 | 18 | 0605:6900 | −85   | 7      |
| Quelle: oehb-handball.liga.nu, Stand: 17. April 2025 |                                |     |    |   |    |           |       |        |

|     | Viertelfinale                    |
|     | Abstiegs-Play-off                |
| (M) | Meister der letzten Saison       |
| (A) | Aufsteiger aus der HLA Challenge |

### Torschützenliste Hauptrunde

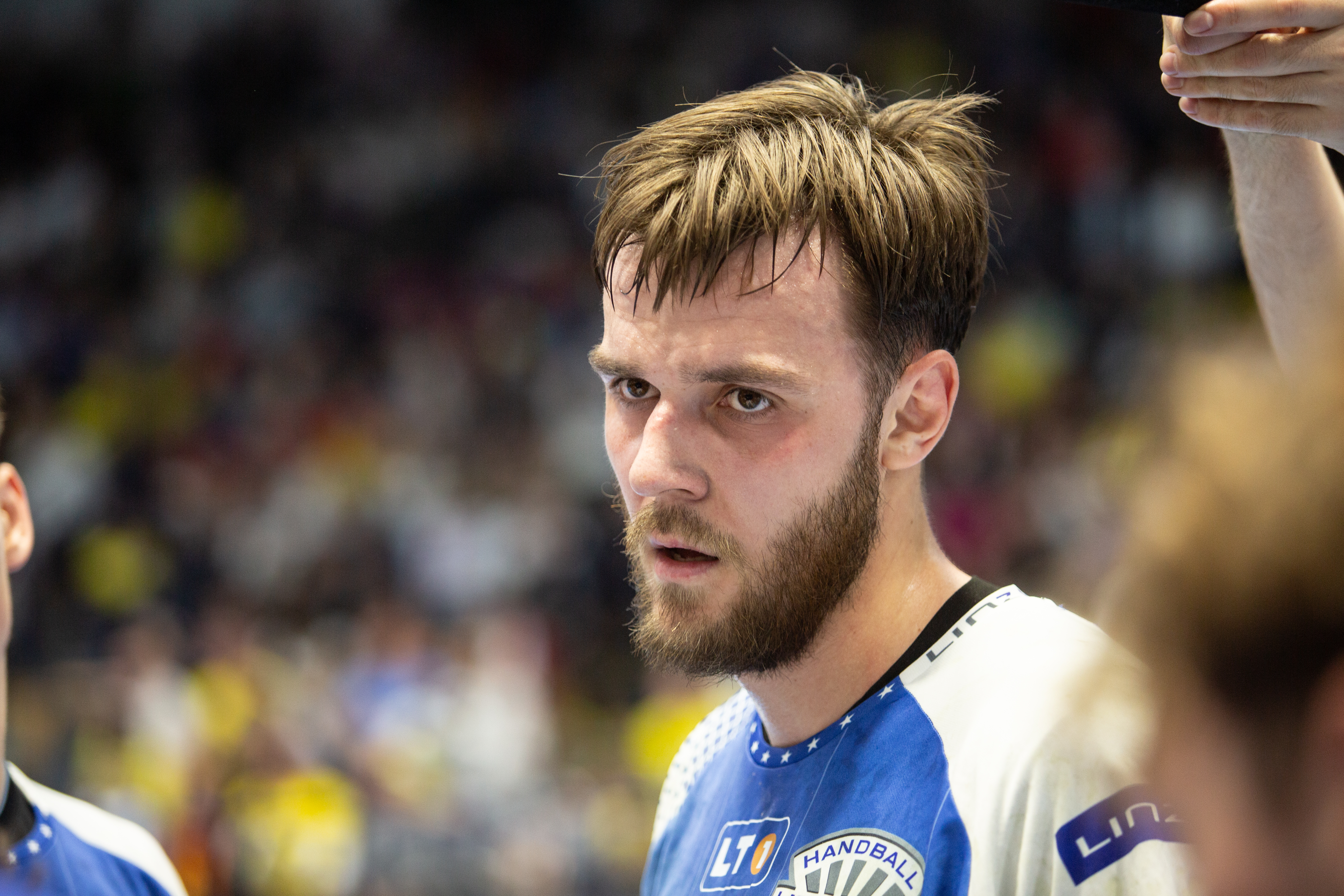
Andrej Klimawez Torschützenkönig des Grunddurchgangs 2024/25

| Platzierung | Spieler          | Verein                         | Position       | Spiele | Tore | 7-Meter | Feldtore |
| ----------- | ---------------- | ------------------------------ | -------------- | ------ | ---- | ------- | -------- |
| 1           | Andrei Klimavets | HC Linz AG                     | Rückraum Links | 22     | 184  | 30/35   | 154      |
| 2           | Markus Mahr      | Bregenz Handball               | Rückraum Mitte | 21     | 160  | 38/49   | 122      |
| 3           | Ante Tokić       | Alpla HC Hard                  | Rechtsaußen    | 22     | 147  | 37/45   | 110      |
| 4           | Jan Kovačec      | Jags Vöslau                    | Rückraum Mitte | 22     | 146  | 34/51   | 112      |
| 5           | Clemens Möstl    | Handball West Wien             | Rückraum Links | 22     | 144  | 34/44   | 110      |
| 6           | Thies Bergemann  | UHK Krems                      | Rechtsaußen    | 22     | 143  | 38/47   | 105      |
| 7           | Nico Sager       | SC Ferlach                     | Außenspieler   | 18     | 129  | 60/75   | 69       |
| 7           | Nemanja Beloš    | HSG Graz                       | Rückraum links | 22     | 129  | 10/15   | 119      |
| 9           | Jakob Nigg       | Handballclub Fivers Margareten | Rechtsaußen    | 21     | 119  | 0/0     | 119      |
| 10          | Filip Perić      | Handball Tirol                 | Rechtsaußen    | 22     | 126  | 49/62   | 77       |

## Finalserie

### Finalserie-Baum
| Viertelfinale | Viertelfinale    | Viertelfinale                  |     |                                | Halbfinale | Halbfinale | Halbfinale |  |  | Finale | Finale | Finale |
|               |                  |                                |     |                                |            |            |            |  |  |        |        |        |
| HR1           | Alpla HC Hard    | 2                              |     |                                |            |            |            |  |  |        |        |        |
| HR7           | Bregenz Handball | 0                              |     |                                |            |            |            |  |  |        |        |        |
| HR7           | Bregenz Handball | 0                              | HR1 | Alpla HC Hard                  | 2          |            |            |  |  |        |        |        |
|               |                  |                                | HR1 | Alpla HC Hard                  | 2          |            |            |  |  |        |        |        |
|               | HR4              | Handballclub Fivers Margareten | 0   |                                |            |            |            |  |  |        |        |        |
| HR4           | HR4              | Handballclub Fivers Margareten | 0   | Handballclub Fivers Margareten | 2          |            |            |  |  |        |        |        |
| HR4           |                  |                                |     | Handballclub Fivers Margareten | 2          |            |            |  |  |        |        |        |
| HR5           | Handball Tirol   | 1                              |     |                                |            |            |            |  |  |        |        |        |
| HR5           | Handball Tirol   | 1                              | HR1 | Alpla HC Hard                  | 0          |            |            |  |  |        |        |        |
|               |                  |                                |     | Alpla HC Hard                  | 0          |            |            |  |  |        |        |        |
|               | HR2              | UHK Krems                      | 2   |                                |            |            |            |  |  |        |        |        |
| HR2           | HR2              | UHK Krems                      | 2   | UHK Krems                      | 2          |            |            |  |  |        |        |        |
| HR2           |                  |                                |     | UHK Krems                      | 2          |            |            |  |  |        |        |        |
| HR8           | Jags Vöslau      | 0                              |     |                                |            |            |            |  |  |        |        |        |
| HR8           | Jags Vöslau      | 0                              | HR2 | UHK Krems                      | 2          |            |            |  |  |        |        |        |
|               |                  |                                | HR2 | UHK Krems                      | 2          |            |            |  |  |        |        |        |
|               | HR6              | HC Linz AG                     | 0   |                                |            |            |            |  |  |        |        |        |
| HR3           | HR6              | HC Linz AG                     | 0   | BT Füchse                      | 0          |            |            |  |  |        |        |        |
| HR3           |                  |                                |     | BT Füchse                      | 0          |            |            |  |  |        |        |        |
| HR6           | HC Linz AG       | 2                              |     |                                |            |            |            |  |  |        |        |        |

### HLA Viertelfinale
Für das Viertelfinale sind die ersten Acht Teams des Grunddurchgangs qualifiziert. Wobei die Top Vier ihrer Platzierung nach Gegner auswählen dürfen. Gespielt wird alles in Best of three Serien, die Sieger des Viertelfinales ziehen in das Halbfinale ein.
| Alpla HC Hard (HR1) – Bregenz Handball (HR7) | Alpla HC Hard (HR1) – Bregenz Handball (HR7)  | Alpla HC Hard (HR1) – Bregenz Handball (HR7) | Alpla HC Hard (HR1) – Bregenz Handball (HR7) |
| -------------------------------------------- | --------------------------------------------- | -------------------------------------------- | -------------------------------------------- |
| 26. April                                    | Alpla HC Hard 6 Tokić                         | 24 : 23 (18 : 11)                            | Bregenz Handball 14 Mahr                     |
| 30. April                                    | Bregenz Handball 6 Brombeis, Burger, Schröder | 29 : 30 (15 : 14)                            | Alpla HC Hard 6 Babić                        |
| Endstand in der Serie: 2:0                   |                                               |                                              |                                              |

| UHK Krems (HR2) – Jags Vöslau (HR8) | UHK Krems (HR2) – Jags Vöslau (HR8) | UHK Krems (HR2) – Jags Vöslau (HR8) | UHK Krems (HR2) – Jags Vöslau (HR8) |
| ----------------------------------- | ----------------------------------- | ----------------------------------- | ----------------------------------- |
| 25. April                           | UHK Krems 9 Bergemann               | 30 : 19 (14 : 9)                    | Jags Vöslau 7 Kovačec               |
| 29. April                           | Jags Vöslau 6 Kovačec               | 25 : 28 (12 : 13)                   | UHK Krems 6 Dicker                  |
| Endstand in der Serie: 2:0          |                                     |                                     |                                     |

| BT Füchse (HR3) – HC Linz AG (HR6) | BT Füchse (HR3) – HC Linz AG (HR6) | BT Füchse (HR3) – HC Linz AG (HR6) | BT Füchse (HR3) – HC Linz AG (HR6) |
| ---------------------------------- | ---------------------------------- | ---------------------------------- | ---------------------------------- |
| 25. April                          | BT Füchse 8 Neuhold                | 23 : 28 (13 : 16)                  | HC Linz AG 9 Klimawez              |
| 29. April                          | HC Linz AG 12 Klimawez             | 26 : 25 (11 : 12)                  | BT Füchse 8 Karaula                |
| Endstand in der Serie: 0:2         |                                    |                                    |                                    |

| Handballclub Fivers Margareten (HR4) – Handball Tirol (HR5) | Handballclub Fivers Margareten (HR4) – Handball Tirol (HR5) | Handballclub Fivers Margareten (HR4) – Handball Tirol (HR5) | Handballclub Fivers Margareten (HR4) – Handball Tirol (HR5) |
| ----------------------------------------------------------- | ----------------------------------------------------------- | ----------------------------------------------------------- | ----------------------------------------------------------- |
| 26. April                                                   | Handballclub Fivers Margareten 6 L. Gangel, Nigg            | 34 : 26 (15 : 15)                                           | Handball Tirol 5 Wanitschek                                 |
| 30. April                                                   | Handball Tirol 7 Perić                                      | 31 : 29 (16 : 13)                                           | Handballclub Fivers Margareten 5 P. Gangel                  |
| 3. Mai                                                      | Handballclub Fivers Margareten 8 Glätzl, M. Martinović      | 39 : 36 (17 : 13)                                           | Handball Tirol 10 Perić                                     |
| Endstand in der Serie: 2:1                                  |                                                             |                                                             |                                                             |

### HLA Halbfinale
Für das Halbfinale sind die Sieger des Viertelfinales qualifiziert. Die Sieger des Halbfinales ziehen in das Finale der HLA ein.
| Alpla HC Hard (HR1) – Handballclub Fivers Margareten (HR4) | Alpla HC Hard (HR1) – Handballclub Fivers Margareten (HR4) | Alpla HC Hard (HR1) – Handballclub Fivers Margareten (HR4) | Alpla HC Hard (HR1) – Handballclub Fivers Margareten (HR4) |
| ---------------------------------------------------------- | ---------------------------------------------------------- | ---------------------------------------------------------- | ---------------------------------------------------------- |
| 17. Mai                                                    | Alpla HC Hard 11 Tokić                                     | 40 : 38 ( 17 : 19 ), ( 32 : 32 )                           | Handballclub Fivers Margareten 8 Schuh                     |
| 20. Mai                                                    | Handballclub Fivers Margareten 9 P. Gangel                 | 51 : 52 ( 18 : 18 ), (34 : 34), (38: 38), (44: 44)         | Alpla HC Hard 12 Tokić                                     |
| Endstand in der Serie: 2:0                                 |                                                            |                                                            |                                                            |

| UHK Krems (HR2) – HC Linz AG (HR6) | UHK Krems (HR2) – HC Linz AG (HR6) | UHK Krems (HR2) – HC Linz AG (HR6) | UHK Krems (HR2) – HC Linz AG (HR6) |
| ---------------------------------- | ---------------------------------- | ---------------------------------- | ---------------------------------- |
| 18. Mai                            | UHK Krems 10 Bergemann             | 28 : 25 ( 15 : 12 )                | HC Linz AG 10 Klimawez             |
| 21. Mai                            | HC Linz AG 8 Car                   | 26 : 31 ( 13 : 13 )                | UHK Krems 11 Bergemann             |
| Endstand in der Serie: 2:0         |                                    |                                    |                                    |

### HLA Finale
| Finale: Alpla HC Hard (HR1) – UHK Krems (HR2) | Finale: Alpla HC Hard (HR1) – UHK Krems (HR2) | Finale: Alpla HC Hard (HR1) – UHK Krems (HR2) | Finale: Alpla HC Hard (HR1) – UHK Krems (HR2) |
| --------------------------------------------- | --------------------------------------------- | --------------------------------------------- | --------------------------------------------- |
| 30. Mai 2025, 18:00 Uhr                       | Alpla HC Hard 8 Wendel                        | 30 : 32 ( 13 : 17 )                           | UHK Krems 8 Bergemann                         |
| 6. Juni 2025, 20:20 Uhr                       | UHK Krems 6 Munzinger                         | 25 : 23 ( 12 : 11 )                           | Alpla HC Hard 8 Antanavičius                  |
| Endstand in der Serie: 0:2                    |                                               |                                               |                                               |

### Meistermannschaft

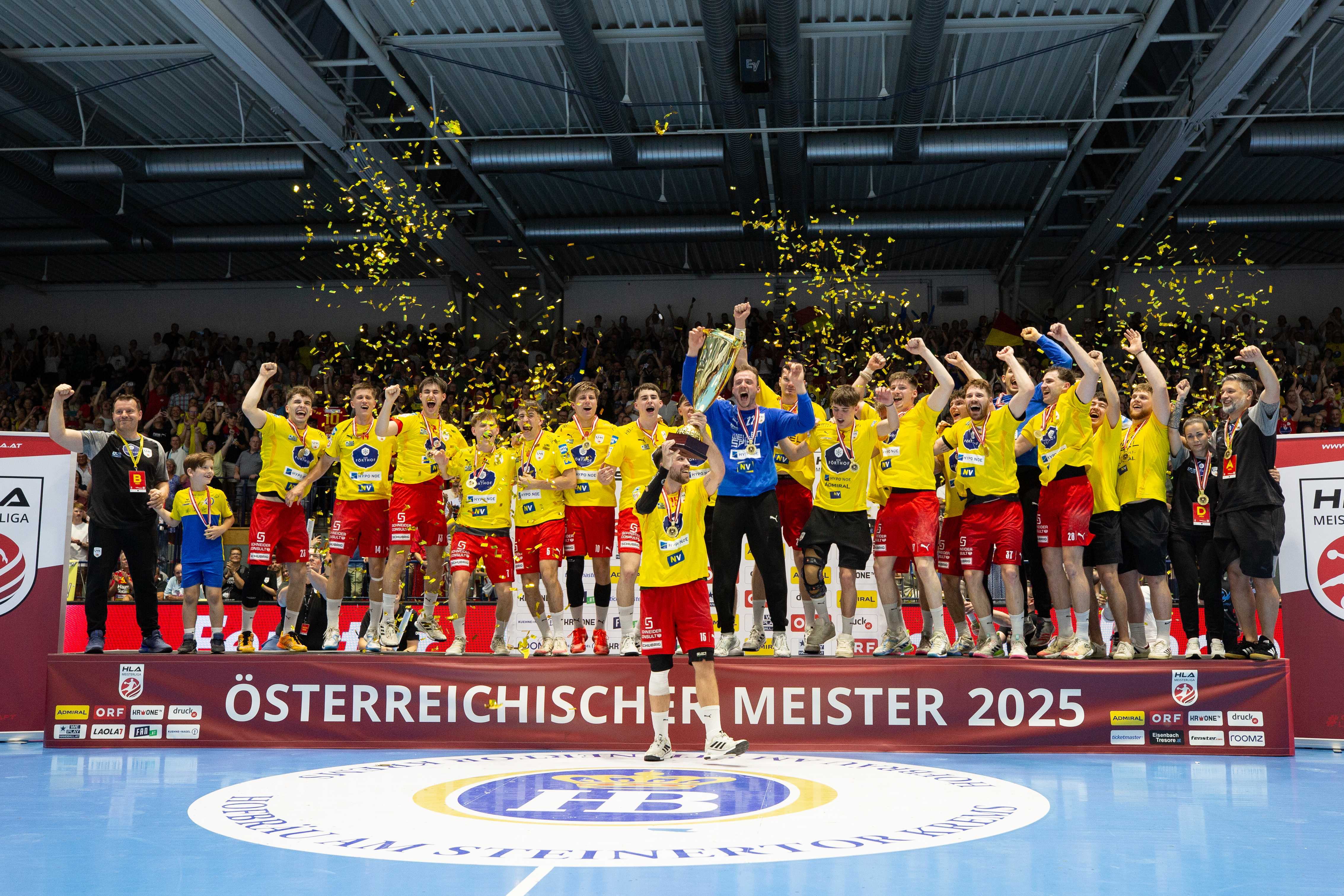
Pokalübergabe an den UHK Krems

| Österreichischer Meister UHK Krems | Mannschaft:      | Mannschaft:                                                                |
| ---------------------------------- | ---------------- | -------------------------------------------------------------------------- |
| Österreichischer Meister UHK Krems | Torhüter:        | Matthias Höllerer, Lukas Paolo Domevscek, Sebastian Enzenberger            |
| Österreichischer Meister UHK Krems | Flügel links:    | Tobias Auss, Benedikt Rudischer, Jonas Stierschneider, Fabian Hellerschmid |
| Österreichischer Meister UHK Krems | Rückraum links:  | Daniel Dicker, Moritz Mittendorfer, Max Stradinger, Nikolaus Stiglitz      |
| Österreichischer Meister UHK Krems | Rückraum Mitte:  | Marian Teubert, Tilen Pausits, Mario Lipitsch, Paul Hofmann                |
| Österreichischer Meister UHK Krems | Rückraum rechts: | Luca Munzinger                                                             |
| Österreichischer Meister UHK Krems | Flügel rechts:   | Thies Bergemann, Marc Gaydusek, Stephan Wiesbauer                          |
| Österreichischer Meister UHK Krems | Kreisläufer:     | Wilhelm Jelinek, Kenan Hasecic, Laurenz Leon Kastenhuber                   |
| Österreichischer Meister UHK Krems | Cheftrainer:     | Ibish Thaqi                                                                |

## Abstiegsrunde
Die nach dem Grunddurchgang auf den Plätzen 9–12 platzierten Teams bestreiten die Abstiegsrunde, wobei jedes Team die Hälfte der im Grunddurchgang erzielten Punkte mitnimmt. In der Abstiegsrunde spielen die Teams erneut jeder gegen jeden und somit weitere 6 Runden. Der Letztplatzierte nach dem Ende der Abstiegsrunde steigt in die HLA CHALLENGE ab.
|          | Verein               | R | S | U | N | Tore    | Diff. | Punkte |
| -------- | -------------------- | - | - | - | - | ------- | ----- | ------ |
| 1.       | HSG Graz             | 6 | 3 | 1 | 2 | 166:170 | −4    | 16:5   |
| 2.       | SC Ferlach           | 6 | 3 | 0 | 3 | 183:167 | +16   | 15:9   |
| 3.       | HSG Bärnbach/Köflach | 6 | 3 | 0 | 3 | 163:166 | −3    | 10:9   |
| 4.       | Handball West Wien   | 6 | 2 | 1 | 3 | 167:176 | −9    | 9:10   |
| Endstand |                      |   |   |   |   |         |       |        |

|  | Abstieg |

## All-Star-Team
Nach dem Ende der Saison wurden nachfolgende Spieler für ihre Leistungen ausgezeichnet und in das All-Star-Team gewählt.
|                                          |  |                                                      |  |                                                              |  |                                            |  |                                            |
| Linksaußen Samuel Wendel (Alpla HC Hard) |  |                                                      |  | Kreisspieler Dejan Babić (Alpla HC Hard)                     |  |                                            |  | Rechtsaußen Thies Bergemann (UHK Krems)    |
|                                          |  | Rückraum links Karolis Antanavičius (Alpla HC Hard)  |  | Markus Mahr                                                  |  | Rückraum rechts Luca Munzinger (UHK Krems) |  |                                            |
|                                          |  |                                                      |  | Rückraum Mitte Markus Mahr (Bregenz Handball)                |  |                                            |  |                                            |
|                                          |  |                                                      |  |                                                              |  |                                            |  |                                            |
|                                          |  |                                                      |  | Torwart Leon Bergmann (Handballclub Fivers Margareten)       |  |                                            |  |                                            |
|                                          |  |                                                      |  |                                                              |  |                                            |  |                                            |
| Markus Mahr                              |  | Handballer der Saison Markus Mahr (Bregenz Handball) |  |                                                              |  | Ibish Thaqi                                |  | Trainer der Saison Ibish Thaqi (UHK Krems) |
|                                          |  |                                                      |  |                                                              |  |                                            |  |                                            |
|                                          |  |                                                      |  |                                                              |  |                                            |  |                                            |
|                                          |  |                                                      |  | Schiedsrichterpaar der Saison Christoph Hurich & Denis Bolić |  |                                            |  |                                            |

## Spielstätten
Die Spielstätten sind nach Kapazität der Stadien geordnet.
| Verein                         | Stadion                                   | Kapazität    |
| ------------------------------ | ----------------------------------------- | ------------ |
| HSG Graz                       | Raiffeisen Sportpark Graz                 | 3000         |
| Alpla HC Hard                  | Sporthalle am See                         | 2280         |
| Bregenz Handball               | Sporthalle Rieden-Vorkloster              | 1600         |
| UHK Krems                      | Sport • Halle • Krems                     | 1420         |
| HC Linz AG                     | Sport-Neue Mittelschule Linz Kleinmünchen | 1200         |
| HSG Bärnbach/Köflach           | Sporthalle Bärnbach Sporthalle Köflach    | 1076 800     |
| Handball West Wien             | Wiener Stadthalle, Halle B                | 390 (1040) 1 |
| BT Füchse                      | Hannes Bammer Halle                       | 1000         |
| Handball Tirol                 | Osthalle Schwaz                           | 1000         |
| SC Ferlach                     | Ballspielhalle Ferlach                    | 800          |
| Jags Vöslau                    | Thermenhalle Bad Vöslau                   | 700          |
| Handballclub Fivers Margareten | Sporthalle Margareten                     | 672          |